# Truljalia hibinonis
Truljalia hibinonis är en insektsart som först beskrevs av Matsumura, S. 1919.  Truljalia hibinonis ingår i släktet Truljalia och familjen syrsor.

## Underarter
Arten delas in i följande underarter:
- T. h. hibinonis
- T. h. amota

## Bildgalleri

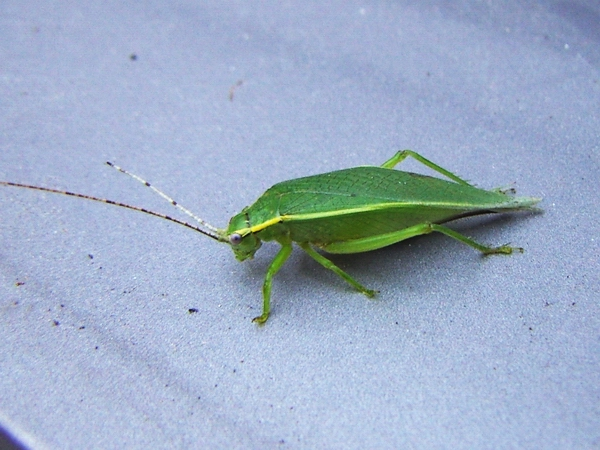